# Léopold Frison
Léopold Philippe Joseph Eugène Frison (Stambruges, 2 november 1826 - Peruwelz, 14 juni 1920) was een Belgisch volksvertegenwoordiger.

## Levensloop
Hij was een zoon van de burgemeester van Stambruges Pierre Frison en van Eugénie Mahieu. Hij bleef vrijgezel.
Na te zijn gepromoveerd tot doctor in de rechten (1853) aan de ULB, vestigde hij zich als advocaat in Stambruges.
Van december 1857 tot augustus 1864 was hij liberaal volksvertegenwoordiger voor het arrondissement Aat.
In 1865 werd hij verkozen tot provincieraadslid en in 1866 tot bestendig afgevaardigde voor de provincie Henegouwen, een mandaat dat hij vervulde tot in 1908.